# Serratovolva
Serratovolva is een geslacht van weekdieren uit de klasse van de Gastropoda (slakken).

## Soorten
- Serratovolva dondani (Cate, 1964)
- Serratovolva luteocincta Celzard, 2008
- Serratovolva minabeensis Cate, 1975